# Electric Fire
Albums de Roger Taylor
Happiness?
(1994) Fun on Earth
(2013)
Electric Fire est le quatrième album solo de Roger Taylor, batteur de Queen, et sorti en 1998.

## Titres de l’album
Toutes les chansons ont été écrites et composées par Roger Taylor sauf indication contraire.
1. Pressure On - 4:56
2. A Nation of Haircuts - 3:32
3. Believe in Yourself - 5:00
4. Surrender - 3:36
5. People on Streets - 4:11
6. The Whisperers - 6:05
7. Is It Me? - 3:23
8. No More Fun - 4:13
9. Tonight - 3:44
10. Where Are You Now? - 4:48
11. Working Class Hero (John Lennon) - 4:41
12. London Town (C'mon Down) - 9:43

## Personnel
- Roger Taylor: Chant, batterie, percussions, claviers, basse, guitare
- Keith Prior: batterie
- Steve Barnacle: basse
- Mike Crossley: claviers
- Jason Falloon: guitare, basse
- Keith Airey: guitare
- Johnathan Perkins: claviers, chant
- Treana Morris: chant
- Mattew Exelby: guitare

## Classement

### Album
| Classement 1998 | Position |
| --------------- | -------- |
| Royaume-Uni     | 53       |

### Singles
Single Pressure On
| Classement 1998 | Position |
| --------------- | -------- |
| Royaume-Uni     | 45       |

Single Surrender
| Classement 1999 | Position |
| --------------- | -------- |
| Royaume-Uni     | 38       |